# Howie Hawkins

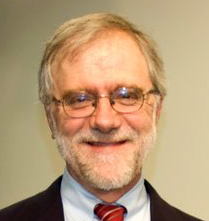
Howie Hawkins (2010)

Howard Gresham „Howie“ Hawkins (* 8. Dezember 1952 in San Francisco) ist ein US-amerikanischer Gewerkschafter und Umweltaktivist. Als Mitbegründer der Green Party war Hawkins ihr Kandidat bei der Präsidentschaftswahl der Vereinigten Staaten 2020. Zu seinen wichtigsten Wahlkampfthemen gehören die Verabschiedung einer öko-sozialistischen Version des Green New Deals, den er erstmals 2010 vorschlug, und der Aufbau einer lebensfähigen, unabhängigen politischen und sozialen Bewegung der Arbeiterklasse in Opposition zu der Demokratischen und Republikanischen Partei und zum Kapitalismus im Allgemeinen.
Hawkins spielt seit den 1960er-Jahren eine führende Rolle in den Veterans-for-Peace-, Anti-Atomkraft- und Pro-Arbeiter-Bewegungen. Hawkins ist ein pensionierter Teamster und Bauarbeiter; von 2001 bis zu seiner Pensionierung im Jahr 2017 arbeitete Hawkins in der Nachtschicht beim Entladen von Lastwagen für UPS.
Hawkins hat vierundzwanzig Mal für verschiedene Ämter kandidiert, jedoch immer erfolglos. 2006 kandidierte er als Kandidat der New Yorker Grünen für den US-Senat. Im Jahr 2010 war Hawkins als Kandidat der Grünen Partei für das Amt des Gouverneurs von New York angetreten, was den Wahlstatus der Partei wiederherstellte, als sie mehr als die erforderlichen 50.000 Stimmen erhielt. Im Jahr 2014 kandidierte Hawkins erneut für dasselbe Amt und erhielt fünf Prozent der Stimmen. Hawkins kandidierte 2017 für das Amt des Bürgermeisters von Syracuse und erhielt vier Prozent, etwa 1000 Stimmen. Im Jahr 2018 kandidierte er ein drittes Mal für das Amt des Gouverneurs von New York, erhielt aber weniger als zwei Prozent der Stimmen.

## Leben

### Familie, Ausbildung und Beruf
Hawkins wurde 1952 in San Francisco geboren und wuchs im nahegelegenen San Mateo auf. Er verbrachte seine Jugend in einer vielfältigen Nachbarschaft in der Nähe des Bayshore Freeway, die einen großen Zustrom von Migranten aus den Südstaaten der Vereinigten Staaten, sowohl Schwarze als auch Weiße, erlebt hatte: Hawkins hat seinen südstaatlich geprägten Akzent damit erklärt. Sein Vater war Anwalt, der an der University of Chicago als Fußball- und Ringer-Student und Sportler tätig war und während des Zweiten Weltkriegs in der Spionageabwehr-Einheit für das Manhattan-Projekt der US-Armee diente. Politisch aktiv wurde er im Alter von 12 Jahren, als er sah, wie der gemischtrassigen Mississippi Freedom Democratic Party auf dem Democratic National Convention 1964 die Anerkennung verweigert wurde. Laut Hawkins wurde er im Juni 1972 im Alter von 19 Jahren eingezogen und trotz seines früheren Antikriegsaktivismus in das United States Marine Corps aufgenommen. Er gibt jedoch an, dass er nach Abschluss des Bootcamps nie wieder in den aktiven Dienst zurückbeordert wurde. 1972 kandidierte Hawkins für Bernie Sanders, den damaligen Kandidaten der Liberty Union Party für das Amt des Senats- und Gouverneurskandidaten. 1973 trat Hawkins der Socialist Party bei, eine Mitgliedschaft, die noch 2020 besteht. 1976 war Hawkins einer der Mitbegründer der Clamshell Alliance, einer Anti-Atomkraftorganisation, die darauf abzielte, die Nutzung nuklearer Energie in Neuengland zu stoppen.
Hawkins besuchte das Dartmouth College, erhielt aber nie einen Abschluss.

### Mitglied der Green Party
In den 1980er-Jahren schloss sich Hawkins der grünen Politik an. Zusammen mit Murray Bookchin gründete er 1988 das Linke Grüne Netzwerk „als radikale Alternative zu den US-Grünen Liberalen“, das auf den Prinzipien der Sozialökologie und des libertären Kommunalismus basiert. Anfang der 1990er-Jahre fand eine Pressekonferenz in Washington, D.C. statt, an der Charles Betz, Joni Whitmore, Hilda Mason und Hawkins teilnahmen, um die Gründung der Greens/Green Party USA anzukündigen. Später im Dezember 1999 schrieben Mike Feinstein und Hawkins den Plan für eine nationale grüne Partei, mit dem die Association of State Green Parties (ASGP) und die GPUSA in einer einzigen grünen Partei organisiert werden sollten. Als mehrjähriger Kandidat bewarb Hawkins sich bei mehreren Senats- und Hauswahlen für den Bundesstaat New York. Im Jahr 2010 übertraf er bei den Gouverneurswahlen die erforderliche Zahl von 50.000 Stimmen, um auf dem Stimmzettel zu bleiben, und vier Jahre später erhielt er genug Stimmen, um die Linie der Grünen Partei in Reihe D zu verschieben, da er ein Drittel mehr als die Working Families Party und doppelt so viel wie die Independence Party erhalten hatte. Im Jahr 2018 verlor er jedoch 80.000 Stimmen, behielt aber den Zugang zu den Stimmzetteln und wurde in Reihe E versetzt.
Im Jahr 2012 wurde er auf die Möglichkeit angesprochen, für die Nominierung der Grünen zu kandidieren, lehnte jedoch ab, da seine Arbeitsverpflichtungen bei UPS ihn dazu zwangen, höchstens für ein Büro in New York zu kandidieren, und da er sich in eine nationale Kampagne einmischen würde. Nach Hawkins’ Rücktritt wurde er erneut von einer Draft-Bewegung mit einem an ihn gerichteten öffentlichen Brief angesprochen, der von den ehemaligen Vizepräsidentschaftskandidaten der Grünen, Cheri Honkala und Ajamu Baraka, dem ehemaligen Bürgermeisterkandidaten der Grünen und Ralph Naders, Vizekandidat für 2008, Matt Gonzalez sowie anderen prominenten Mitgliedern der Grünen Partei unterzeichnet war.
Hawkins wurde versehentlich auf den Wahlzetteln in Minnesota als Kandidat der Grünen für das Amt des Vizepräsidenten aufgeführt, zusammen mit Jill Stein für das Amt des Präsidenten bei den Wahlen 2016. Obwohl Ajamu Baraka Steins Vizekandidat auf der nationalen Wahlliste der Partei war, wurde Hawkins versehentlich auf den Wahlzetteln in Minnesota platziert, weil die Partei ihn vor der Wahl des Vize-Präsidentschaftskandidaten als Ersatzkandidat aufführte. Mit Hawkins auf der Liste erhielt die Wahlliste der Grünen für das Amt des US-Präsidenten in Minnesota landesweit fast 37.000 Stimmen, was einem Anstieg von 0,82 % gegenüber dem vorherigen Ergebnis der Partei im Jahr 2012 entspricht.

### Politische Positionen
1993 favorisierte Hawkins sowohl den kommunistischen Anarchismus als auch den libertären Munizipalismus als den „besten Weg, die Kontrolle der Arbeiter und die Kontrolle der Gemeinschaft in einen Prozess des sozialen Wandels zu integrieren, der letztendlich in einem marktlosen, geldlosen, staatenlosen kooperativen Gemeinwesen mündet“.
Hawkins ist nicht mit dem „Partei in der Partei“-Ansatz der Demokratischen Partei einverstanden, der von Organisationen wie den Demokratischen Sozialisten Amerikas oder von Einzelpersonen wie Bernie Sanders vertreten wird. Stattdessen ist er der Ansicht, dass Sozialisten eine unabhängige Linkspartei gründen sollten.
Hawkins war der erste Politiker, der den Grünen New Deal in sein Wahlprogramm aufnahm, als er 2014 für das Amt des Gouverneurs von New York kandidierte. Hawkins unterstützt die Version vom Grünen New Deal der Grünen Partei, der als Übergangsplan für eine hundertprozentig saubere, erneuerbare Energie bis 2030 dienen soll mit einer CO2-Steuer, Arbeitsplatzgarantie, kostenlosem College, Gesundheitsversorgung für Einzelzahler und einem Schwerpunkt auf der Nutzung öffentlicher Programme.

## Politik in New York
Hawkins war der Kandidat der Grünen Partei von New York für den Senat der Vereinigten Staaten im Bundesstaat New York. Hawkins erhielt bei der Wahl im November 2006 55.469 Stimmen, das sind 1,2 % der insgesamt abgegebenen Stimmen.
Im Jahr 2008 kandidierte Hawkins für das Repräsentantenhaus der Vereinigten Staaten im 25. Kongressbezirk von New York auf der Linie der Grünen Populisten. Hawkins gewann 9483 Stimmen und verlor gegen den Demokraten Dan Maffei.

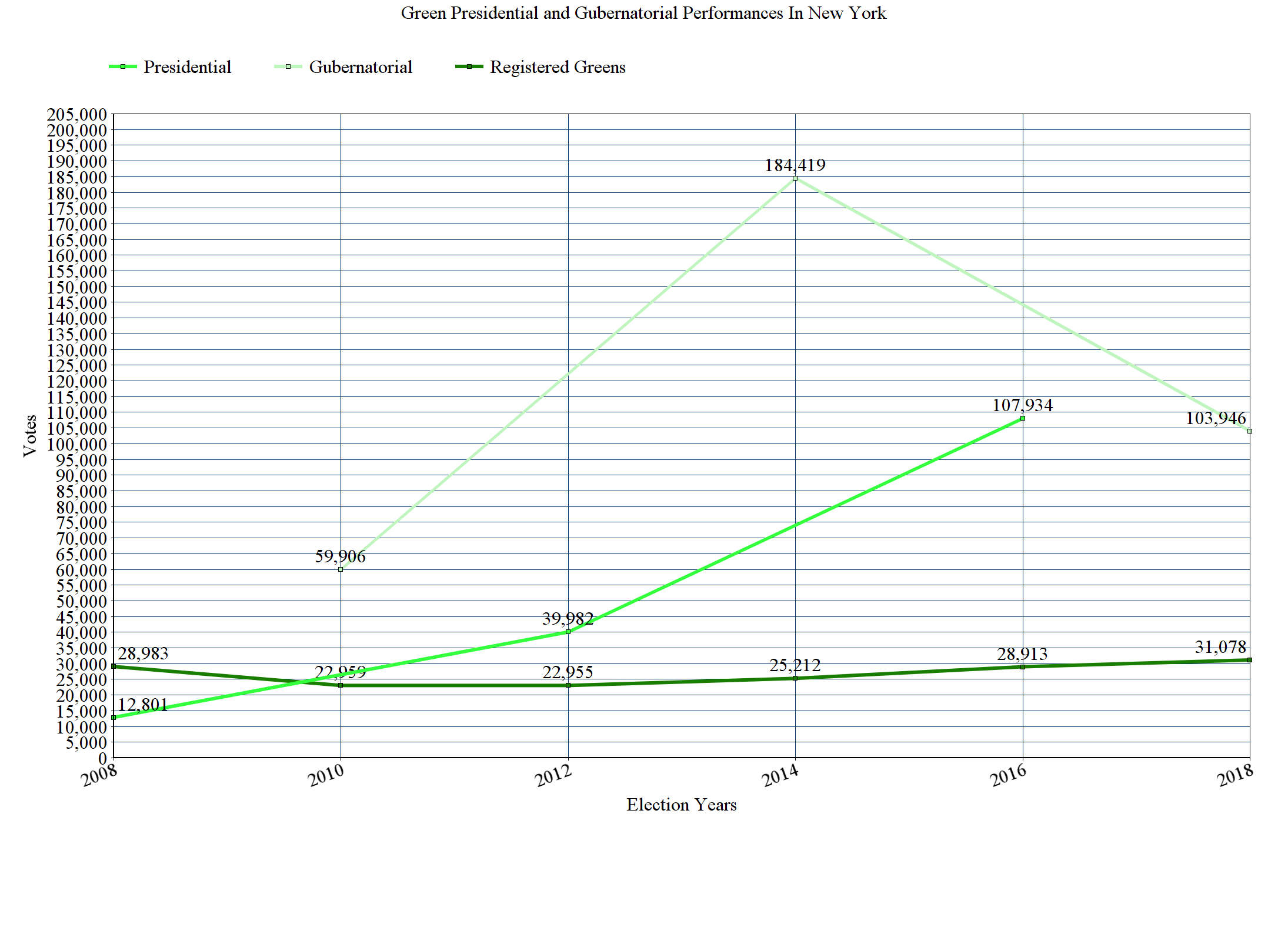
Zustimmungswerte für Hawkins

Im Mai 2010 wurde Hawkins als Kandidat der Grünen Partei für die Kandidatur zum Gouverneur von New York nominiert. Seine Kampagne wurde auch von der Socialist Party of New York unterstützt.

Hawkins stand seinem demokratischen Gegner Andrew Cuomo kritisch gegenüber und forderte ihn auf, an öffentlichen Foren mit den anderen Gouverneurskandidaten teilzunehmen. In einem Interview mit der New York Daily News äußerte Hawkins seine Besorgnis über einige von Cuomos Positionen:

“… he [Cuomo] wants to solve the state budget crisis by cutting spending such as for state workers and schools. He ignores that the root cause of the problem is not spending but the huge tax cuts for the wealthy that began when he was helping his father as Governor. Instead of spending caps, we need the wealthy and Wall Street to pay their fair share.”

„… er [Cuomo] will die Krise des Staatshaushalts lösen, indem er die Ausgaben etwa für Staatsangestellte und Schulen kürzt. Er ignoriert, dass die eigentliche Ursache des Problems nicht in den Ausgaben liegt, sondern in den enormen Steuersenkungen für die Reichen, die begannen, als er seinem Vater als Gouverneur half. Statt Ausgabenbegrenzungen brauchen wir die Reichen und die Wall Street, damit sie ihren gerechten Anteil zahlen.“

Am 2. November 2010 erhielt Hawkins fast 60.000 Stimmen (1,3 %), so dass die Grüne Partei von New York für die nächsten vier Jahre auf dem Wahlzettel stand. Im Dezember desselben Jahres wurde er zum Ko-Vorsitzenden der neu anerkannten Grünen Partei von New York ernannt.
Hawkins kündigte im September 2011 seine Kandidatur als Kandidat der Grünen für das Amt des Gemeinderats des 4. Bezirks in Syracuse an. Sein Gegner war der Khalid Bey von der demokratischen Partei. Hawkins erhielt unter anderem Unterstützung von der Syracuse Post Standard und dem Greater Syracuse Labor Council. Hawkins plante, Resolutionen für eine Reform der Steuergesetze des Bundesstaates zu unterstützen, um mehr von den wohlhabendsten Bürgern des Bundesstaates einzufordern und mehr Einnahmen mit den Städten zu teilen. Er unterstützte auch die Einrichtung einer kommunalen Entwicklungsbank zur Finanzierung lokaler genossenschaftlicher Unternehmen und eine 0,4-prozentige „Pendler-Steuer“ auf die Einkommen der in der Stadt arbeitenden Vorstädter. Hawkins verlor die Wahl gegen Bey.
Am 20. Mai 2013 kündigte Hawkins an, dass er erneut für das Amt des 4. Distrikt-Common Councilor in Syrakus kandidieren werde. Sein Gegner war der amtierende Demokrat Khalid Bey. Am 16. Oktober 2013 veröffentlichte Hawkins ein fiskalisches Positionspapier mit dem Bürgermeisterkandidaten Kevin Bott, das sich auf eine neue gestaffelte lokale Einkommenssteuer und die Rolle des Staates in der Finanzkrise in Syrakus konzentrierte. Bott und Hawkins weisen darauf hin, dass die Einnahmenteilung zwischen New York und den größten Städten seit den 1970er-Jahren von den „teens“ auf knapp ein Prozent zurückgegangen ist. Hawkins verlor die Wahl erneut gegen Bey mit 995 zu 1471 Stimmen.
Am 9. April 2014 gab Hawkins im Pressesaal der LCA in Albany seine zweite Kandidatur für das Amt des Gouverneurs von New York bekannt. Seine Wahlkampfpositionen beinhalteten eine „Green New Deal“-Plattform, ein „Clean Money-System“ für die öffentliche Finanzierung von Wahlen, die Beendigung der Rolle New Yorks in den nationalen Common Core-Standards und eine Erhöhung des Mindestlohns auf 15 Dollar pro Stunde gegenüber den damals aktuellen 8 Dollar pro Stunde in New York. Hawkins’ Kandidat für das Amt des Vizegouverneurs war der New Yorker Pädagoge und Gewerkschaftsaktivist Brian Jones. Hawkins und die Grüne Partei erhielten 184.419 Stimmen (4,8 % der abgegebenen Stimmen), womit die Grüne Partei in den nächsten vier Jahren bei den bundesstaatlichen Abstimmungen in die vierte Reihe aufrückte (und damit die Working Families- und Independence-Parteien übertraf).
Im Jahr 2015 kandidierte Hawkins für den Syracuse City Auditor gegen den amtierenden Marty Masterpole. Hawkins merkte an, dass Masterpole nur zwei Finanzprüfungen eingereicht hatte und kritisierte ihn dafür, dass er die städtischen Eislaufbahnen und Golfplätze prüfte, während die Stadt unter hoher Armut, versagender Infrastruktur und sich abmühenden Schulen litt. Der ehemalige Stadtrat des Distrikts 2, Pat Hogan, schlug Hawkins vor, er solle als Rechnungsprüfer kandidieren und erklärte: „Ich werde nicht grün … Ich mache mir mehr Sorgen um die Stadt als um die Partei. Der Rechnungsprüfer soll ein Wächter über die Stadthaushalte sein, und Marty schaut nicht zu. Es gibt einen Mangel an Unabhängigkeit in der Stadtverwaltung“. Hawkins verlor die Wahl mit 35 Prozent der Stimmen.
Im Jahr 2017 war Hawkins Kandidat der Grünen für das Amt des Bürgermeisters von Syrakus, um die scheidende Bürgermeisterin Stephanie Miner zu ersetzen. Einer seiner zentralen Wahlkampfpunkte war die Wiederherstellung des Eriekanals durch die Innenstadt von Syrakus, um bei der Wiederbelebung des Viertels zu helfen, mit der Überzeugung, dass „Städte, die ihre Wasserwege nutzen, dazu neigen, lebhaftere Innenstädte zu haben“. Hawkins gewann 4,1 % der Stimmen (ohne Berücksichtigung der Einschreibungen) und verlor gegen den Unabhängigen Ben Walsh (54,4 %, ohne Berücksichtigung der Einschreibungen), dem ersten Unabhängigen in der Geschichte der Stadt.
Am 12. April 2018 gab Hawkins auf der Linie der Grünen Partei seine dritte Kandidatur für das Amt des Gouverneurs von New York bekannt. Hawkins und seine Kandidatin Jia Lee erhielten 95.716 Stimmen (1,7 %).

## Präsidentschaftskampagne 2020
Am 3. April 2019 kündigte Hawkins an, dass er ein Sondierungskomitee zur Vorbereitung einer möglichen Kandidatur für die Präsidentschaftskandidatur der Grünen Partei 2020 bilden werde. Seine Kampagne startete er offiziell am 28. Mai 2019 in Brooklyn.
Am 23. August 2019 gab die Hawkins-Kampagne bekannt, dass sie die erforderlichen bundesstaatlichen Ausgleichsfonds für Kalifornien und New York erfüllt hat. Die Kampagne muss in mindestens 20 Bundesstaaten 5000 US-Dollar von Einwohnern gespendet bekommen, wobei nicht mehr als 250 Dollar pro Beitrag gezählt werden dürfen, um sich für die Gelder zu qualifizieren. Nur seine Kampagne und die von Steve Bullock bewarben sich um die Mittel.
Am 26. Oktober 2019 gewann Hawkins die Nominierung der Socialist Party USA in seinem Bemühen, kleinere linke Parteien miteinander zu vereinen. Im November gewann Hawkins die Nominierung von Solidarity.
Am 11. Juli 2020 wurde Hawkins offiziell zum Kandidaten der Grünen Partei für die US-Präsidentschaftswahlen 2020 gewählt. Sein Programm beinhaltete den „Green New Deal“, der zum Teil durch Kürzungen der Militärausgaben finanziert werden soll, Medicare für alle, eine bundesstaatliche Arbeitsplatzgarantie, einen Mindestlohn von 20 Dollar und ein garantiertes Mindesteinkommen.

## Veröffentlichungen
- Howie Hawkins: Independent politics: the Green Party strategy debate. 2006, ISBN 978-1-931859-30-1, S. 328 (englisch).
- Howie Hawkins: The Case For An Independent Left Party: From The Bottom Up. 2020.